# 寺田拓未
寺田 拓未（てらだ たくみ、1998年1月28日 - ）は、日本の男子競泳選手。専門種目はバタフライ。福島県出身。

## 経歴
いわき市立湯本第一中学校、福島県立湯本高等学校、日本体育大学出身。
2022年国際大会代表選考会の200mバタフライで派遣記録を切って2位に入り、2022年世界水泳選手権の代表に内定した。